# Geminián
A Geminián latin eredetű férfinév, jelentése: iker.

## Gyakorisága
Az 1990-es években szórványos név, a 2000-es években nem szerepel a 100 leggyakoribb férfinév között.

## Névnapok
- január 31.[2]
- június 2.[2]
- szeptember 16.[2]